# Badminton ai Giochi europei
Il badminton è inserito nel programma dei Giochi europei sin dall'edizione inaugurale che si è svolta nel 2015.

## Edizioni
| Giochi | Anno | Sede     | Gare |
| ------ | ---- | -------- | ---- |
| I      | 2015 | Baku     | 5    |
| II     | 2019 | Minsk    | 5    |
| III    | 2023 | Cracovia | 5    |

## Medagliere complessivo
Aggiornato alla terza edizione
| Pos.   | Paese       | Oro | Argento | Bronzo | Totale |
| ------ | ----------- | --- | ------- | ------ | ------ |
| 1      | Danimarca   | 7   | 3       | 3      | 13     |
| 2      | Regno Unito | 2   | 4       | 3      | 9      |
| 3      | Paesi Bassi | 2   | 1       | 1      | 4      |
| 3      | Bulgaria    | 2   | 0       | 1      | 3      |
| 4      | Spagna      | 2   | 0       | 1      | 3      |
| 6      | Francia     | 0   | 4       | 5      | 9      |
| 7      | Russia      | 0   | 2       | 3      | 5      |
| 8      | Belgio      | 0   | 1       | 0      | 1      |
| 9      | Germania    | 0   | 0       | 4      | 4      |
| 10     | Irlanda     | 0   | 0       | 3      | 3      |
| 11     | Israele     | 0   | 0       | 2      | 2      |
| 12     | Estonia     | 0   | 0       | 1      | 1      |
| 12     | Lituania    | 0   | 0       | 1      | 1      |
| 12     | Turchia     | 0   | 0       | 1      | 1      |
| 12     | Svizzera    | 0   | 0       | 1      | 1      |
| Totale | Totale      | 15  | 15      | 30     | 60     |